# Lega Nazionale B 2008-2009 (calcio femminile)
La Lega Nazionale B 2008-2009, campionato svizzero femminile di seconda serie, si concluse con la promozione di Rapperswil-Jona e Staad.

## Partecipanti
| Club                | Città           | Stadio                    | Capacità |
| ------------------- | --------------- | ------------------------- | -------- |
| Baden               | Baden           | Stadion ESP               | 7 000    |
| Chênois             | Chêne-Bourg     | Stade des Trois-Chêne     | ?        |
| Kirchberg           | Kirchberg       | Sonnmatt                  | 2 000    |
| Malters             | Malters         | Oberei                    | 1 500    |
| Rapid Lugano        | Lugano          | Stadio comunale Cornaredo | 14 873   |
| Rapperswil-Jona     | Rapperswil-Jona | Stadio Grünfeld           | 1 000    |
| San Gallo           | San Gallo       | Stadion Espenmoos         | 13 000   |
| Staad               | Staad di Thal   | Bützel                    | 2 700    |
| Femina Kickers Worb | Worb            | Worbboden                 | 400      |

## Classifica finale
|  | Pos. | Squadra             | Pt | G  | V  | N | P  | GF | GS | DR  |
|  | ---- | ------------------- | -- | -- | -- | - | -- | -- | -- | --- |
|  | 1.   | Rapperswil-Jona     | 40 | 16 | 13 | 1 | 2  | 51 | 10 | +41 |
|  | 2.   | Staad               | 30 | 16 | 9  | 3 | 4  | 40 | 20 | +20 |
|  | 3.   | San Gallo           | 30 | 16 | 9  | 3 | 4  | 38 | 25 | +13 |
|  | 4.   | Rapid Lugano        | 26 | 16 | 8  | 2 | 6  | 38 | 32 | +6  |
|  | 5.   | Kirchberg           | 21 | 16 | 6  | 3 | 7  | 34 | 39 | -5  |
|  | 6.   | Baden               | 17 | 16 | 4  | 5 | 7  | 17 | 21 | -4  |
|  | 7.   | Chênois             | 14 | 16 | 4  | 2 | 10 | 23 | 48 | -25 |
|  | 8.   | Femina Kickers Worb | 14 | 16 | 4  | 2 | 10 | 29 | 57 | -28 |
|  | 9.   | Malters             | 13 | 16 | 4  | 1 | 11 | 21 | 39 | -18 |

Legenda:

      Promossa in Lega Nazionale A 2009-2010.
      Retrocessa in Lega Nazionale B 2009-2010.
Note:

Tre punti a vittoria, uno a pareggio, zero a sconfitta.

## Classifica marcatori
| Gol |  |  | Giocatore            | Squadra             |
| --- |  |  | -------------------- | ------------------- |
| 14  |  |  | Cora Canetta         | Rapid Lugano        |
| 12  |  |  | Isabelle Hugentobler | Rapperswil-Jona     |
| 10  |  |  | Stefanie Kipf        | Femina Kickers Worb |
| 9   |  |  | Teuta Syla           | Rapperswil-Jona     |
| 9   |  |  | Federica Tosi        | Rapid Lugano        |
| 9   |  |  | Patricia Willi       | Rapperswil-Jona     |
| 8   |  |  | Rafaela Bisquolm     | Staad               |
| 8   |  |  | Nadia Gabriel        | Malters             |
| 8   |  |  | Nicole Gruber        | Rapperswil-Jona     |
| 8   |  |  | Serenella Liberati   | San Gallo           |
| 8   |  |  | Sonja Spieler        | Staad               |

## Verdetti
| Lega Nazionale B 2008-2009 | Lega Nazionale B 2008-2009                        |
| -------------------------- | ------------------------------------------------- |
| Lega Nazionale A           | Schlieren LUwin.ch                                |
| Lega Nazionale B           | Rapperswil-Jona Staad Femina Kickers Worb Malters |
| Prima Lega                 | Vétroz Schwyz Münsterlingen                       |